# بروتينات النقل في غشاء الميتوكوندريا
بروتينات النقل في غشاء الميتوكوندريا (المتقدرات)، هي بروتينات توجد في أغشية الميتوكوندريا. تعمل على نقل الجزيئات وعوامل أخرى، مثل الأيونات، داخل العضيات أو خارجها. تحتوي الميتوكوندريا على غشاء داخلي وآخر خارجي، يفصلهما الحيز بين الغشائي، أو الغشاء الحدودي الداخلي. يكون الغشاء الخارجي مساميًا، بينما يقيّد الغشاء الداخلي حركة جميع الجزيئات. ويختلف كلا الغشائين في الجهد الغشائي ودرجة الحموضة. تؤثر هذه العوامل في وظيفة بروتينات النقل في غشاء الميتوكوندريا. اكتُشف 53 ناقل غشائي ميتوكوندري بشري، ويُعرف أن الكثير من النواقل ما تزال بحاجة إلى الاكتشاف.

## الغشاء الخارجي للميتوكوندريا
يشكّل الغشاء الخارجي للميتوكوندريا الحدود بين الميتوكوندريا والبيئة الخلوية. تؤدي بروتينات الغشاء الخارجي للميتوكوندريا وظائف خاصة بتكوين الميتوكوندريا والتكامل بين الميتوكوندريا والنظام الخلوي. يتكون الغشاء الخارجي من نوعين من البروتينات المتكاملة، بما في ذلك بروتينات ذات برميل بيتا عبر الغشائية وبروتينات ذات نقطة تثبيت غشائية (واحدة أو أكثر) على شكل حلزون ألفا.

### بروتينات الغشاء الخارجي ذات برميل بيتا

#### المعقد توم
المعقد توم هو جزء من المعقد الكبير توم/تيم، ضروري لنقل معظم بروتينات الميتوكوندريا، ويتكون من 7 وحدات فرعية مختلفة على الأقل. يعد توم 20 وتوم 70 المستقبلين الرئيسيين، بينما تشكل الوحدات الفرعية: توم 40 وتوم 22 وتوم 7 وتوم 6 وتوم 5، معقد توم الثابت. تتعرف البروتينات المستقبلة توم 70 وتوم 20 على سلائف البروتينات القادمة، إذ يتحمل توم 70 مسؤولية ربط سلائف البروتينات الكارهة للماء مصحوبة بمرافقات العصارة الخلوية، بينما يتعرف توم 20 على سلائف البروتينات من مسارات ما قبل التسلسل. توم 40 هو قناة نقل البروتين في المعقد الذي يملك بنية برميل بيتا والتي تشكل قناة انتقائية للكاتيونات (الأيونات الموجبة). يتميز توم 40 بقطر كبير للثقوب إذ يبلغ 22 أنغستروم ما يسمح باستيعاب بنية البروتين المطوية جزئيًا. يحتوي الجدار الداخلي لتوم 40 على منطقة مشحونة تسمح بالتفاعل مع سلائف البروتينات المحبة للماء، بينما يمكن ربط الطليعة الكارهة للماء للناقل (أدينوسين ثنائي الفوسفات/ أدينوسين ثلاثي الفوسفات) بمنطقة توم 40 الكارهة للماء. تتفاعل ثلاثة بروتينات صغيرة وهي توم 5 وتوم 6 وتوم 7 بشكل وثيق مع توم 40 لتجميع المعقد وتثبيته. يتكون معقد توم أيضًا من مثنوي من توم 40 أو بروتينات توم الصغيرة التي تُربط معًا بواسطة وحدتين فرعيتين من توم 22.
يبدأ تصنيف البروتينات داخل حجيرات الميتوكوندريا دائمًا عند المعقد توم. ويشكل المعقد توم موقعين لخروج سلائف البروتينات. يشارك توم 40 وتوم 7 والحيز بين الغشائي لـ توم 22 في تعزيز نقل سلائف البروتينات التي تحتوي على تسلسلات مسبقة إلى معقد تيم 23.

#### المعقد سام
المعقد سام ضروري لتصنيف وتجميع البروتينات ذات برميل بيتا من جانب الحيز بين الغشائي إلى الغشاء الخارجي. يتكون المعقد سام من ثلاث وحدات فرعية: بروتين برميل بيتا سام 50 ووحدتين فرعيتين طرفيتين سام 35 وسام 37.
ينتمي سام 50 إلى عائلة بروتينات أومب 85 المحفوظة والتي يمكن تمييزها بوجود برميل بيتا مكونة من 16 خيطًا وبعدد مختلف من نطاقات نقل متعدد البولي ببتيد المرتبطة (POTRA). يتخلى سام 50 عن نطاق POTRA واحد باتجاه الحيز بين الغشائي. يغطي سام 35 برميل بيتا لسام 50 ما يثبت نواة ناقل البروتين. سام 50 وسام 35 مسؤولان عن ربط سلائف البروتينات ذات برميل بيتا والتي تحتوي على إشارة بيتا المحفوظة التي تتشكل من آخر خيط بيتا. إن بنية برميل بيتا لسام 50 هي النطاق الوظيفي الذي يُدخل ويطوي البروتينات الفرعية في الغشاء الخارجي.
يرتبط سام 35 بـ سام 50 ويتفاعل بشكل وثيق مع سام 37، حيث لا يرتبط سام 37 بـ سام 50.
يتمتع سام 50 وسام 35 بتكوين مشابه لإنزيم جلوتاثيون-إس-ترانسفيراز باستثناء أنهما لا يمتلكان بقايا مطلوبة للنشاط الإنزيمي. يسهل سام 37 إطلاق البروتينات ذات براميل بيتا المطوية من معقد سام.

#### قناة الأنيون المعتمدة على الجهد (VDAC)
إنها مهمة لتبادل الأيونات الصغيرة المحبة للماء والمستقلبات مع العصارة الخلوية، والذي يحدث بفعل تدرج التركيز عبر الغشاء الخارجي. قناة الأنيون المعتمدة على الجهد هي أكثر البروتينات وفرة في الغشاء الخارجي.
مثل توم 40، تملك قناة الأنيون المعتمدة على الجهد هيكل برميل بيتا مع خيوط بيتا متوازية مع بعضها يمكن أن تسهل مرور البروتينات ذات براميل بيتا الغشائية. تحتوي قناة الأنيون المعتمدة على الجهد على ثقوب يتراوح حجمها من 2-4 نانومترًا للجزيئات الصغيرة المحبة للماء. تؤدي قناة الأنيون المعتمدة على الجهد دورًا حيويًا في تسهيل استقلاب الطاقة من خلال نقل الأدينوزين ثنائي الفوسفات والأدينوزين ثلاثي الفوسفات داخل الغشاء الخارجي وخارجه. تتكيف قناة الأنيون المعتمدة على الجهد أيضًا مع مرور NADH والكثير من المستقلبات السالبة. تعتمد عملية VDAC على الجهد الكهربائي حيث تغلق عند الجهد العالي ويمكن أن تفتح جزئيًا نحو اختيار أنيون مخفف قليلًا.

### بروتينات الغشاء الخارجي ذات الحلزون ألفا

#### معقد استيراد الميتوكوندريا (MIM)
تنفذ مسارات استيراد البروتينات ذات الأجزاء الغشائية الحلزونية ألفا أو البروتينات المثبتة بالإشارة بشكل رئيسي بواسطة بروتينات الغشاء الخارجي. يمكن التعرف على سلائف البروتينات متعددة المواضع أو متعددة العبور بواسطة توم 70، لكن لا يمكن أن تمر عبر قناة توم 40.
ينقل توم 70 سلائف البروتينات إلى معقد استيراد الميتوكوندريا. يشكل معقد استيراد الميتوكوندريا المدخل الرئيسي للبروتينات ذات الحلزون ألفا إلى الغشاء المستهدف. يتكون معقد MIM من عدة نسخ من Mim1 ونسخة أو نسختين من Mim2. كلا الوحدتين الفرعيتين ضروريتان لاستقرار البروتينات الشريكة ولتكوين البروتينات في الغشاء الخارجي.

## الغشاء الداخلي للميتوكوندريا
الغشاء الداخلي للميتوكوندريا هو هيكل يحيط بمصفوفة الميتوكوندريا، ويتميز بالكثير من الطيات والحجرات التي تشكل عرف الميتوكوندريا وهو موقع الفسفرة التأكسدية واصطناع الأدينوزين ثلاثي الفوسفات. إن التراكيز العالية من الكارديوليبين، وهو نوع من الدهون ويمثل نحو 20% من تكوين الغشاء الداخلي، يجعله غير نفاذ لمعظم الجزيئات. تحتاج الناقلات المتخصصة المرتبة في تكوينات محددة إلى تنظيم انتشار الجزيئات عبر الغشاء. يسبب هيكل الغشاء الداخلي جهدًا غشائيًا يبلغ نحو 180 مللي فولت.

### معقد السلسلة التنفسية الكبير
يقع معقد السلسلة التنفسية الكبير في الشقوق الغشائية الداخلية. ويتكون من عدة معقدات تعمل معًا لتحفيز الفسفرة التأكسدية وتكوين الأدينوزين ثلاثي الفوسفات. لا يمكن للمعقدات أن تعمل دون تواجد الأجزاء الأخرى من معقد السلسلة التنفسية الكبير. والمعقد الكبير هو موقع سلسلة نقل الإلكترونات في الميتوكوندريا.

#### يوبيكوينون أكسيدوريدوكتاز / NADH
يُعرف أيضًا بالمعقد الأول، هو أول وأكبر بروتين في سلسلة التنفس الميتوكوندرية. يتكون من ذراع غشائي مدمج داخل الغشاء الداخلي للميتوكوندريا وذراع المصفوفة الذي يمتد خارج الغشاء. يوجد 78 حلزونًا عبر الغشاء وثلاث مضخات بروتون. تقاطع الذراعين هو موقع توصيل NADH إلى اليوبيكوينول. المعقد الأول هو هيكل ضروري للمعقد الثالث والرابع، ولن يعمل دون وجود هذه المعقدات الأخرى.

#### سيتوكروم سي ريدوكتاز، وسكسينات ديهيدروجيناز، وسيتوكروم سي أكسيداز
سيتوكروم سي ريدوكتاز، المعروف أيضًا بالمعقد الثالث، هو البروتين الثاني في سلسلة التنفس. يضخ الإلكترونات من المعقد الأول، عبر السكسينات ديهيدروجيناز (المعقد الثاني) إلى السيتوكروم سي (المعقد الرابع). المعقد الثالث والرابع هما مضخات بروتون، تضخ البروتونات خارج مصفوفة الميتوكوندريا، وتعمل مع المعقد الأول لتكوين التدرج البروتوني الموجود عند الغشاء الداخلي. السيتوكروم سي هو بروتين ناقل للإلكترونات يسير بين المعقدين الثالث والرابع، ويحفز موت الخلية إذا ترك عرف الميتوكوندريا. ينقل المعقد الرابع الإلكترونات إلى الأكسجين، الذي يعد المستقبل النهائي في سلسلة نقل الإلكترونات في الميتوكوندريا.